# Jay Sebring
Jay Sebring (właściwie Thomas John Kummer; ur. 10 października 1933 w Birmingham, zm. 9 sierpnia 1969 w Beverly Hills) – amerykański stylista i fryzjer mieszkający w Hollywood, okazjonalnie aktor.

## Życiorys
Jego rodzicami byli Bernard i Margarette Kummer. Wychował się na przedmieściach Detroit, miał czworo rodzeństwa.
W czasie wojny koreańskiej służył w amerykańskiej marynarce wojennej, gdzie nauczył się fryzjerstwa. Po powrocie przybrał nowe nazwisko i otworzył pierwszy nowoczesny salon fryzjerski dla mężczyzn w Stanach Zjednoczonych, dzięki czemu stał się celebrytą. Był właścicielem dwóch salonów fryzjerskich: jednego w San Francisco, drugiego w Los Angeles. Był fryzjerem i stylistą gwiazd, m.in. Warrena Beatty’ego, Paula Newmana, Jima Morrisona, Franka Sinatry, czy Steve’a McQueena.
Wystąpił jako aktor w kilku serialach, m.in. w jednym z odcinków serialu Batman jako Mr. Oceanbring. Pobierał lekcje sztuk walki od Bruce’a Lee, któremu pomógł też w uzyskaniu pierwszej poważnej roli w programie telewizyjnym The Green Hornet, przekazując producentowi Batmana – Williamowi Dozierowi – taśmę z nagraniami. Jako fryzjer i stylista brał udział w produkcji wielu znanych filmów. Był założycielem przedsiębiorstwa Sebring International, które specjalizuje się w produktach kosmetycznych dla mężczyzn.
Został zamordowany przez członków sekty Rodzina (ang. The Family), której przywódcą był Charles Manson, w rezydencji wynajmowanej przez reżysera Romana Polańskiego i jego żonę, aktorkę filmową Sharon Tate. Wśród ofiar mordu byli również jego przyjaciele – Tate, Abigail Folger i Wojciech Frykowski, a także Steven Parent. Sprawcy zbrodni zostali skazani na kary dożywotniego pozbawienia wolności w kalifornijskich więzieniach. Jay Sebring został pochowany na cmentarzu Holy Sepulchre Cemetery w mieście Southfield w stanie Michigan dnia 13 sierpnia 1969.
Jego postać znalazła się w filmie Pewnego razu... w Hollywood w reżyserii Quentina Tarantino z 2019 roku, gdzie odtwarzał ją Emile Hirsch. Na historii Sebringa oparto także głównego bohatera filmu Szampon w reżyserii Hala Ashby’ego z 1975 roku.
Jego przybrane nazwisko, Sebring, pochodzi od nazwy toru wyścigowego na Florydzie.